# 立川理道
立川 理道（たてかわ はるみち、1989年12月2日 - ）は、ジャパンラグビーリーグワンクボタスピアーズ船橋・東京ベイに所属するラグビーユニオン選手。

## プロフィール
- 奈良県天理市出身。
- 主なポジションはスタンドオフ(SO)センター(CTB)。
- 身長 181 cm、体重 94 kg
- 日本代表キャップは62。（2024年11月現在）
- ニックネームはハル。

## 来歴
4人兄弟の末弟 で、三男の直道とともに、クボタスピアーズに所属。
4歳のとき、やまのべラグビー教室に入りラグビーを始めた。その後、天理中学校・高等学校と進む。天理高校時代に、第2回ラグビージュニア世界選手権に出場。その後、天理大学に入学。直道が主将を務め、自身が3年生のとき、同校は35年振りに関西大学ラグビーフットボールリーグを制覇。そして翌2011年度シーズンは、自身が主将となり、関西リーグ連覇を達成。
さらに第48回全国大学ラグビーフットボール選手権大会では、法政、慶應、関東学院と順番に下し、決勝では、同大会3連覇を目指す帝京と対戦。後半39分まで一進一退の攻防が続くという展開となり、最後は12-15で惜敗 したものの、この一戦で、理道の評価は一気に高まった。
その後、クボタスピアーズ(現・クボタスピアーズ船橋・東京ベイ)に加入したが、加入早々、日本代表に選出された。2012年アジア5カ国対抗におけるカザフスタン戦が初のキャップ獲得試合となった。その後はほぼ、日本代表不動のセンター（スタンドオフとしても数試合出場）としてキャップ獲得を重ねている。2013年6月15日に秩父宮ラグビー場で行われたウェールズ代表戦で、日本は対ウェールズ戦初勝利を飾ったが、その試合でもスタメンで登場した。
2014年、スーパーラグビーのブランビーズに加入 したが、公式戦出場は無かった。
2015年、ラグビーワールドカップ2015の日本代表に選ばれる。また同年12月にはスーパーラグビーの日本チームサンウルブズの2016年スコッドに入った。
2019年、オタゴに加入。
2021年、垣永真之介とともにstand.fmにおいてハルのいろり話を開始した。

## 受賞歴

### ジャパンラグビートップリーグ
- 2016-17 ベストフィフティーン

### ジャパンラグビーリーグワン
- 2022-23 リーグワンMVP